# Claudia Blume
Claudia Blume (* 12. Juni 1955 in Paderborn) ist eine deutsche Künstlerin, Holzschneiderin und Bildhauerin.

## Biografie

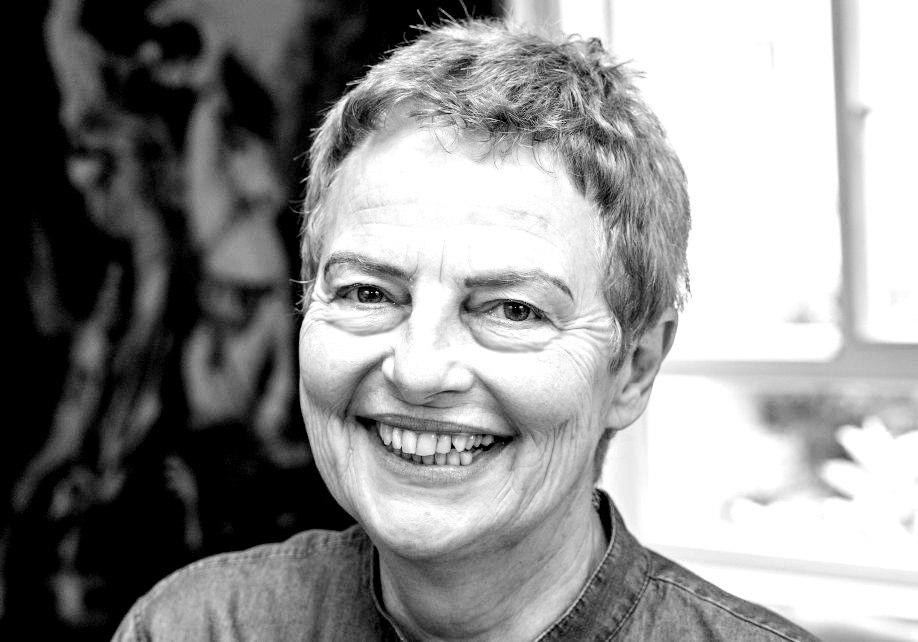
Claudia Blume (2024)

Blume besuchte von 1972 bis 1974 die Fachoberschule für Gestaltung in Dortmund, nach deren Abschluss sie von 1974 bis 1976 durch Italien, Jugoslawien, Griechenland und Israel reiste. Es folgte von 1976 bis 1978 ein Studium für Graphik-Design in Krefeld und ein Studium Malerei und Zeichnen an der Western Michigan University in den Vereinigten Staaten. Danach studierte sie bis 1982 an der Kunsthochschule Kassel mit Abschluss in Malerei und Graphik-Design und erhielt anschließend ein Stipendium der Friedrich-Ebert-Stiftung für ein Postgraduate Diploma am Edinburgh Collage of Art in Schottland und dort das Andrew Grant Reisestipendium.
Seit 1982 waren Blumes Werke in Einzelausstellungen in Galerien und Museen in Deutschland, England und den USA zu sehen.
Von 1984 bis 1985 hatte sie ein Fellowship des Cheltenham College of Art in England inne und eine Dozentur für Printmaking (Holzschnitt, Siebdruck, Linolschnitt), Stipendium mit freiem Atelier. In den Jahren von 1985 bis 1987 war sie freischaffend in London tätig, ab 1988 dann in Kassel. Blume übernahm ab 2011 Lehraufträge an Schulen und Hochschulen. Außerdem initiierte und leitete sie Workshops.
Während dieser Zeit unternahm sie für das Holzschnittprojekt „Göttinnen und Heldinnen“ Reisen unter anderem nach Indien, Lettland und Estland; 2018 erfolgten weitere Reisen für dieses Projekt durch Österreich, Ungarn, Slowakei, Bulgarien und Rumänien bis in das Donaudelta.
2016 pilgerte sie für ihr Buch Pilgrims auf dem „Camino del Norte“ nach Santiago de Campostela. Im Jahr 2017 folgte das „Land Art Project“ im Bergpark Wilhelmshöhe. Anschließend organisierte sie eine Ausstellung mit Schülern und Studenten im Gewächshaus des Bergparks. 2019 gestaltete die sie  eine Abendmahlinstallation in der Cross Jugendkirche in Kassel. Im Jahr 2020/2021 folgte ein Sabbatjahr, in welchem sie eine Radreise von den Orkney Inseln über Schottland und England nach Irland unternahm.
2022 fand die Performance Drachentöterin im Kasseler Theaterstübchen statt. Im Jahr 2023 führte sie im Rahmen der Reihe „Offenes Atelier“, einen Atelierrundgang mit Vorführung grundlegender Techniken des Holzschnitts durch. 2024 gestaltete sie eine raumgreifende Installation (Holzschnitte) zur Kreuz-Verhängung während der Passionszeit in der Kirche Sankt Familia in Kassel.

## Werk

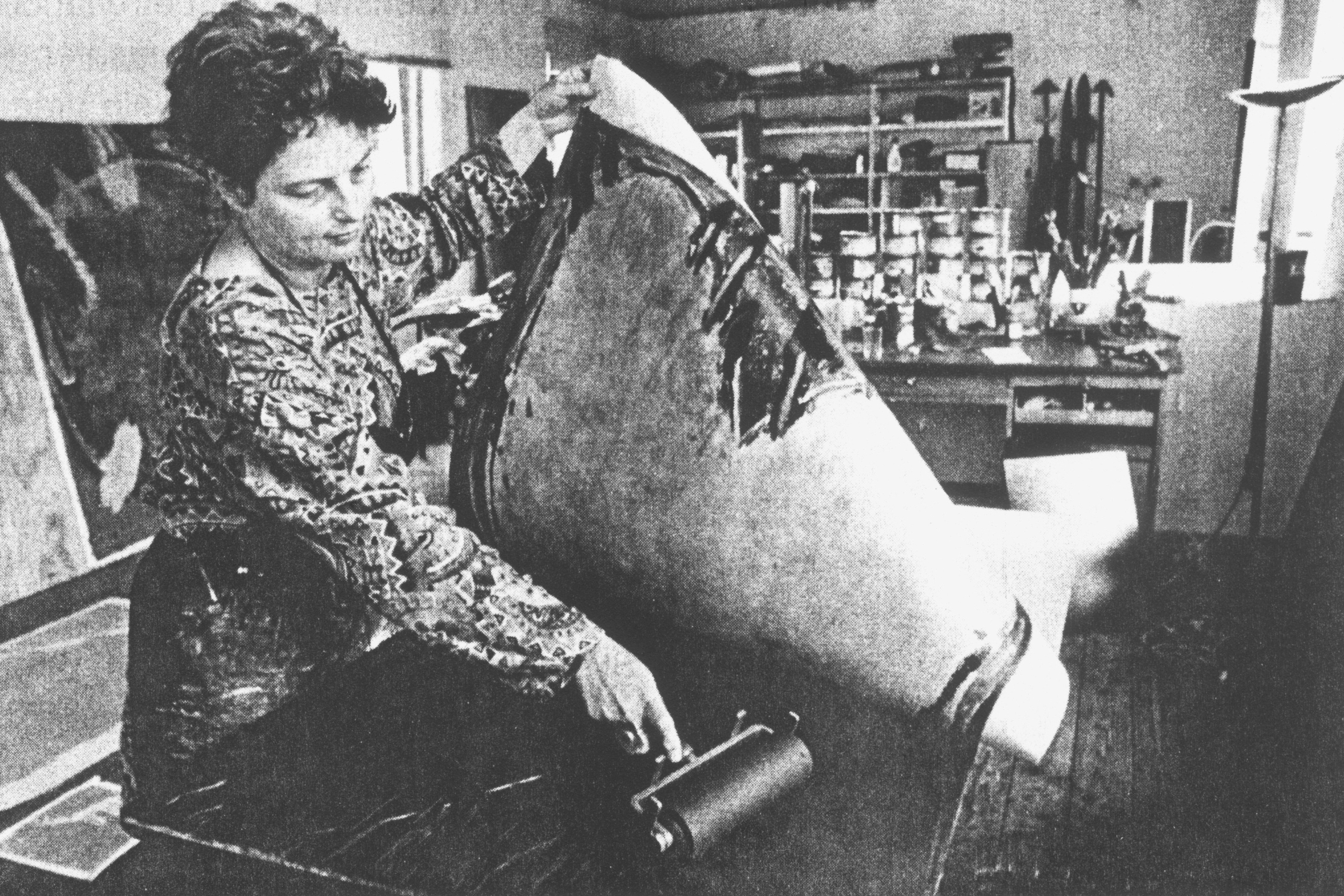
Claudia Blume (1996)

Der Holzschnitt ist ein Schwerpunkt des Werkes von Claudia Blume. Dabei verwendet sie nicht die herkömmlichen Techniken wie man sie zum Beispiel von Dürer, Hokussai oder den Brücke-Künstlern des Expressionismus kennt. Sie arbeitet mit ungewöhnlich großen Formaten und präsentiert in ihren Holzschnitten weitgehend konturfreie Farbflächen, wobei sie eine besondere Weißlinienschnitttechnik nutzt. Selbst die opaken Stellen im Blatt erhalten eine scheinbar transparente Durchlässigkeit.
Blume verwendet den Holzschnitt nicht als Reproduktionsmittel für die Vervielfältigung von Bildinhalten, jeder Druckstock und Druckbogen ist ein Unikat. In ihrer Wahl der Farben und Formen erscheint der archetypische Charakter von Blumes Holzschnitten. Es zeigt sich eine gewisse Affinität zum Spätexpressionismus der 1950er Jahre, ihre Farbpalette weist allerdings eine Verwandtschaft zu den Starkfarben des Frühexpressionismus und Fauvismus auf.
Zudem gestaltet Blume skulpturale Objekte, die Kopf- und Tierporträts kombinieren, sowie Ölbilder.
Peter Hank schrieb über Blumes Werk: „Material und Methode in Blumes Monotypien, die zugleich „Archetypien“ sind, verbindet Blume stimmig in ihrer Motivwahl. In Anlehnung an indigene Vorstellungen, wonach die Wesen der Natur allesamt miteinander verwandt sind, ist das Leitmotiv bei Blume eben diese Verwandtschaft, die „familiäre“ Beziehung des Menschen zum Tier, zu den Pflanzen und unorganischen Elementen. Aus dieser Symbiose entstehen ihre Gestalten in der Begegnung von Mensch und Tier, nicht selten umrankt von üppiger Pflanzenpracht und einer strahlenden Sonnensymbolik, auch dann, wenn die Sonne in ein komplementäres Blau verwandelt erscheint, deren Korona durch einen Kranz von Fischen wiedergegeben wird. Hierbei tauscht Blume in einer dramatischen Umkehrung und einer antinomischen Verfremdung das Element Feuer in das Element Wasser, um weniger den Gegensatz als vielmehr die Verbindung der Elemente deutlich zu machen.“

## Projekte und Ausstellungen (Auswahl)

### Installationen und Projekte

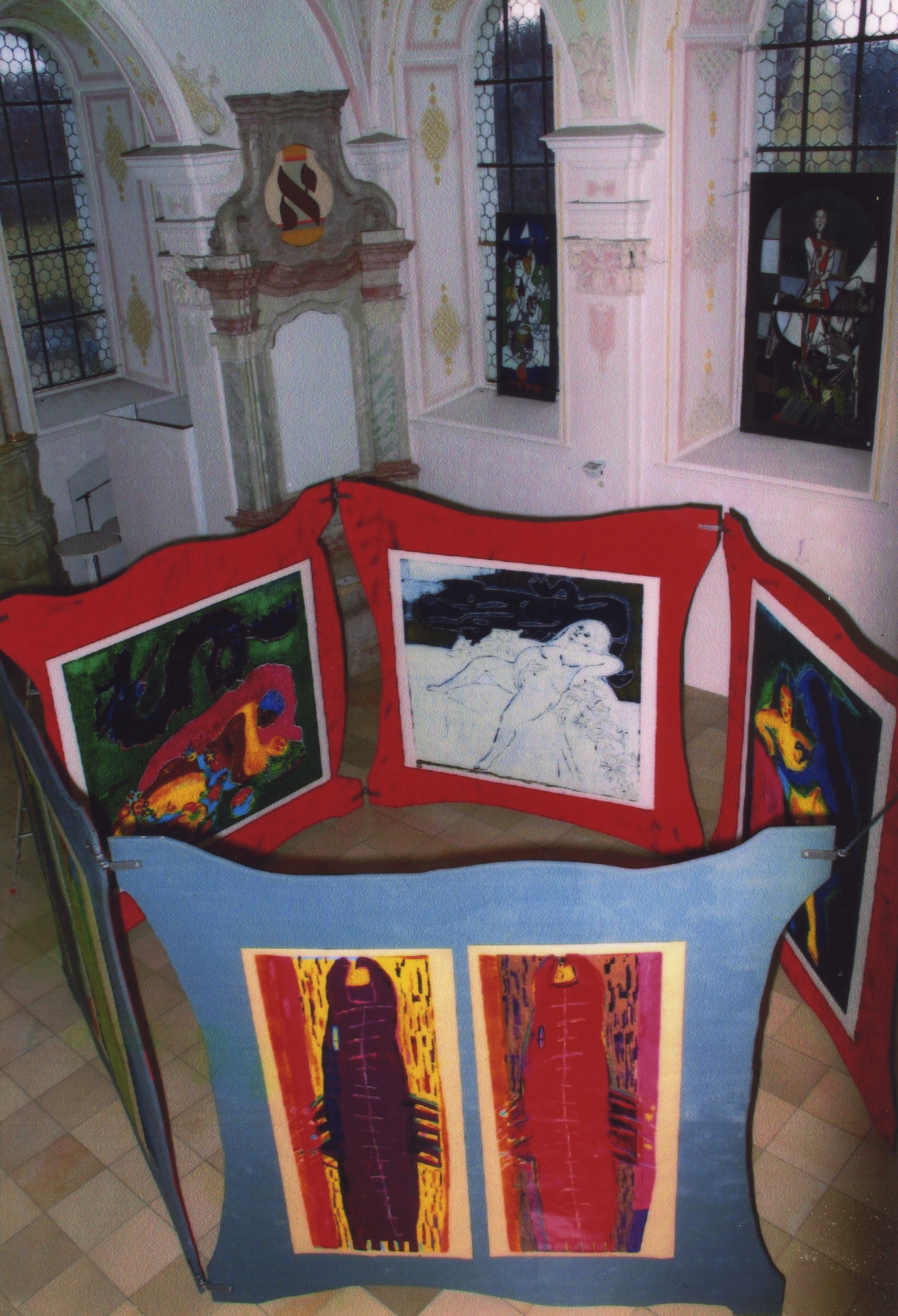
Installation Tempel der Liebe 2010, Schloss Mochental

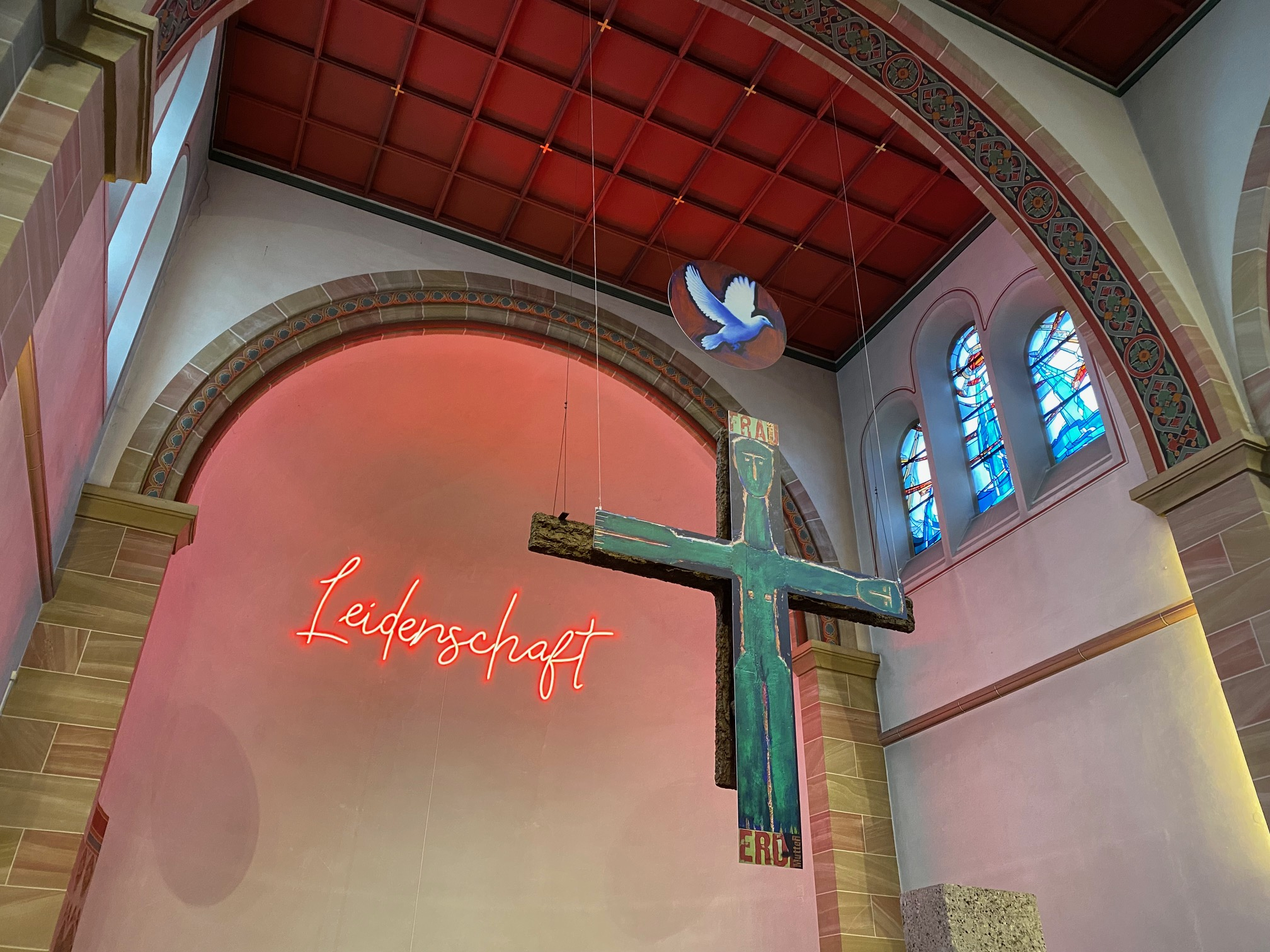
Kreuzverhüllung in der Passionszeit, St. Familia, Kassel 2024

- 2000: Zwischen Feuer und Feuer. Installation Städtisches Kunstmuseum Spendhaus, Reutlingen
- 2010: Installation Tempel der Liebe, Schloss Mochental, Nikolauskapelle, Ehringen-Mochental
- 2022: Performance Dragon Slayer, self with Saint George. Theaterstübchen Kassel
- 2024: St. Familia, Kassel: Kreuzverhüllung in der Passionszeit, Holzschnittinstallation

### Einzelausstellungen
- 1982: Schloss Bellevue, Kassel
- 1983: Politische Landeszentrale, Düsseldorf
- 1984: Galerie Das Bilderhaus, Frankfurt
- 1984: Galerie Twerenbold, Luzern
- 1985: Mercury Gallery, London
- 1985: Axiom Galery, Cheitenham, England
- 1986: Mercury Gallery, Edinburgh, Schottland
- 1986: Museum and Art Gallery, Middlesbrough, England
- 1986: Maclaurin Art Gallery, Rozelle, Ayr, Schottland
- 1987: Mercury Gallery, London
- 1994: Zack Schuster Gallery, Boca Raton, Florida
- 1994: Neue Galerie, Kassel
- 1995: Museum Am Abdinghof, Paderborn
- 1995: Margaret Lipworth Fine Art, Boca Raton, Florida
- 1997: Universität Halle/Saale
- 2000: Mercury Gallery, London
- 2000: Mercedes-Benz Niederlassung Kassel / Göttingen
- 2001: Kunstmuseum Mülheim an der Ruhr; Emschertal-Museum Herne
- 2004: St. Jakobikirche, Lübeck
- 2005: Mercury Gallery, London; Moreton Ongar, England
- 2010: Galerie Schrade, Schloss Mochental
- 2010: Galerie Nottbohm, Keitum, Sylt
- 2012: Schlösschen Schönfeld, Kassel
- 2017: Land Art Project. Berkpark Wilhelmshöhe, Kassel
- 2019: CROSS-Jugendkultur Kirche, Kassel, Abendmahl Installation
- 2021: Kihnu, Estland
- 2023: Atelierrundgang, open studio, Kassel

### Gruppenausstellungen
- 1983: Kunstpreis „Junger Westen“, Kunsthalle Recklinghausen; „Jab“, Kunstverein Kassel
- 1984: Royal Scottish Academy, Edinburgh
- 1984: The College of Art, Edinburgh
- 1984: The Scottish Gallery, Edinburgh
- 1984: Compass Gallery, Glasgow
- 1985: Kunstszene Kassel. Kunstverein Kassel
- 1985: College of Art, Cheltenham
- 1985: The Nicoll Centre, Cirencester, England
- 1985: Mercury Gallery, London und Edinburgh
- 1985: Athena. Mall Galleries, London
- 1985: Axiom Review 83-85. Axiom Gallery, Cheltenham
- 1985: The Scottish Gallery, Edinburgh
- 1986: Momente zum Thema „Urbanität“, Kunstverein Braunschweig
- 1986: The 3rd International Art Fair, Olympia, London
- 1986: Mercury Gallery, London und Edinburgh
- 1986: The Scottish Gallery, Edinburgh
- 1986: Haus der Friedrich-Ebert-Stiftung, Bonn
- 1987: Museum am Dom, Lübeck / Orangerie, Kassel
- 1988: Mythos Europa. Kunsthalle Bremen und Wissenschaftszentrum Bonn
- 1988: Neue Galerie, Kassel
- 1988: Zack Schuster Gallery, Miami, Florida
- 1990: Sammlung Junge Kunst. Kunsthalle Bremen, Weimar, Stuttgart
- 1992: Liebe und Eros. Documenta-IX-Begleitausstellung, Alte Brüderkirche, Kassel
- 1997: Innenseite. Portal Gallery, Bremen; Documenta-X-Begleitausstellung, Kassel